# Maxi & Chris Garden
Maxi & Chris Garden es dúo compuesto por Meike (nacida el 29 de junio de 1974 en Hanau) y Chris (nacida el 29 de diciembre de 1950 en Zellhausen) Garden, quiénes son hija y madre respectivamente. Ambas representaron a Alemania en el Festival de la Canción de Eurovisión 1988 con la canción "Lied für einen Freund" (Canción para un amigo) con la que obtuvieron el 14° lugar con 48 puntos.

## Carrera
Primeramente, se dieron a conocer en 1987 cuando lograron alcanzar el segundo lugar en el concurso Ein Lied für Brüssel (Una canción para Bruselas) para representar a Alemania en Eurovisión, con la canción "Frieden für die Teddybären" (Paz para los osos de peluche). Al año siguiente, obtuvieron el primer lugar en la selección nacional para representar a su país en el Festival de la Canción de Eurovisión 1988 celebrado en la ciudad de Dublín, Irlanda, donde lograron obtener el 14° puesto con 48 puntos.
Luego de que Meike Garden de formarse como pintora en 2002, estudió artes musicales en la Universidad de Artes de Berlín durante dos años. Luego de este período, logró recibir su diploma de profesional musical y de espectáculo (canto, actuación y baile).
Luego de graduarse, Meike tuvo bastante éxito como actriz de musicales en Alemania y Austria, como por ejemplo el musical Wake Up escrita por Rainhard Fendrich y producida por Vereinigte Bühnen Wien.

## Discografía

### Sencillos
- 1986: "Meine Stadt"
- 1987: "Frieden für die Teddybär’n" (D #69)
- 1987: "Jungs sind doof"
- 1988: "Lied für einen Freund" (D #29)
- 1988: "Song for a Friend / Chant pour un ami"
- 1989: "I Like Otto" (Maxi Garden)

### Álbumes de estudio
- 1988: Lied für einen Freund